# دانييلي غاتي
دانييلي غاتي (بالإيطالية: Daniele Gatti)‏ هو موسيقي إيطالي، ولد في 6 نوفمبر 1961 في ميلانو في إيطاليا.

## وصلات خارجية
- الموقع الرسمي
- دانييلي غاتي على موقع IMDb (الإنجليزية)
- دانييلي غاتي على موقع مونزينجر (الألمانية)
- دانييلي غاتي على موقع ميوزك برينز (الإنجليزية)
- دانييلي غاتي على موقع ديسكوغز (الإنجليزية)
- دانييلي غاتي على موقع قاعدة بيانات الفيلم (الإنجليزية)